# Oletta
Oletta is een gemeente in het Franse departement Haute-Corse (regio Corsica). De plaats maakt deel uit van het arrondissement Calvi. Oletta telde op 1 januari 2022 1.816 inwoners.

## Geografie
De oppervlakte van Oletta bedroeg op 1 januari 2022 26,61 vierkante kilometer; de bevolkingsdichtheid was toen 68,2 inwoners per km².
De onderstaande kaart toont de ligging van Oletta met de belangrijkste infrastructuur en aangrenzende gemeenten.

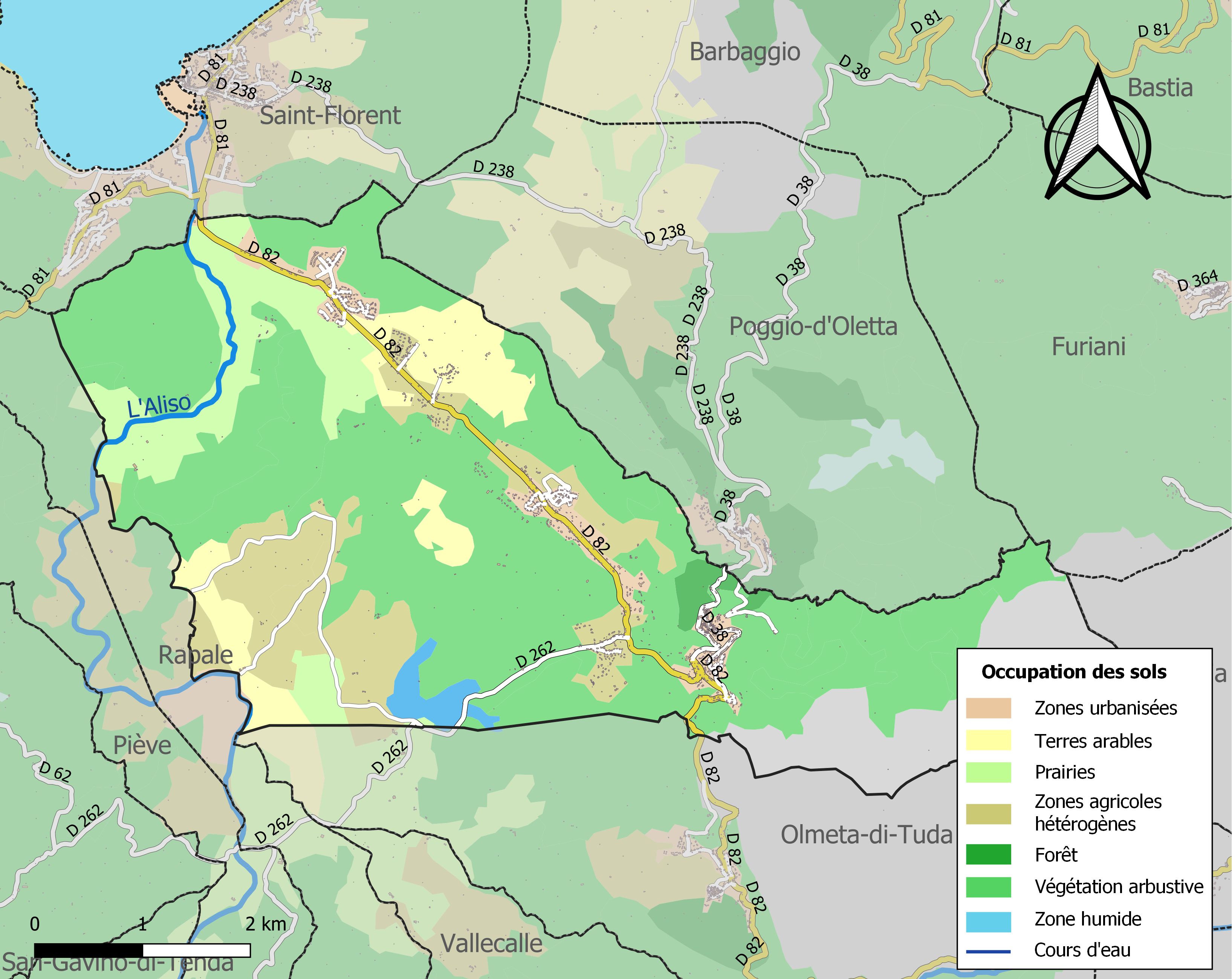

## Demografie
Onderstaande figuur toont het verloop van het inwonertal (bron: INSEE-tellingen).

Vanwege een beveiligingsprobleem met de MediaWiki Graph-software is het momenteel niet mogelijk deze grafiek weer te geven. Zodra de software is bijgewerkt zal de grafiek vanzelf weer zichtbaar worden.

## Geboren in Oletta
- Giulio Matteo Natali (1702-1782), bisschop van Tivoli bekend onder zijn pseudoniem Curzio Tulliano.
- Albert Tozza (1855-1923), schrijver
- Dominique Marfisi (1902-1973), dichter

## Galerij

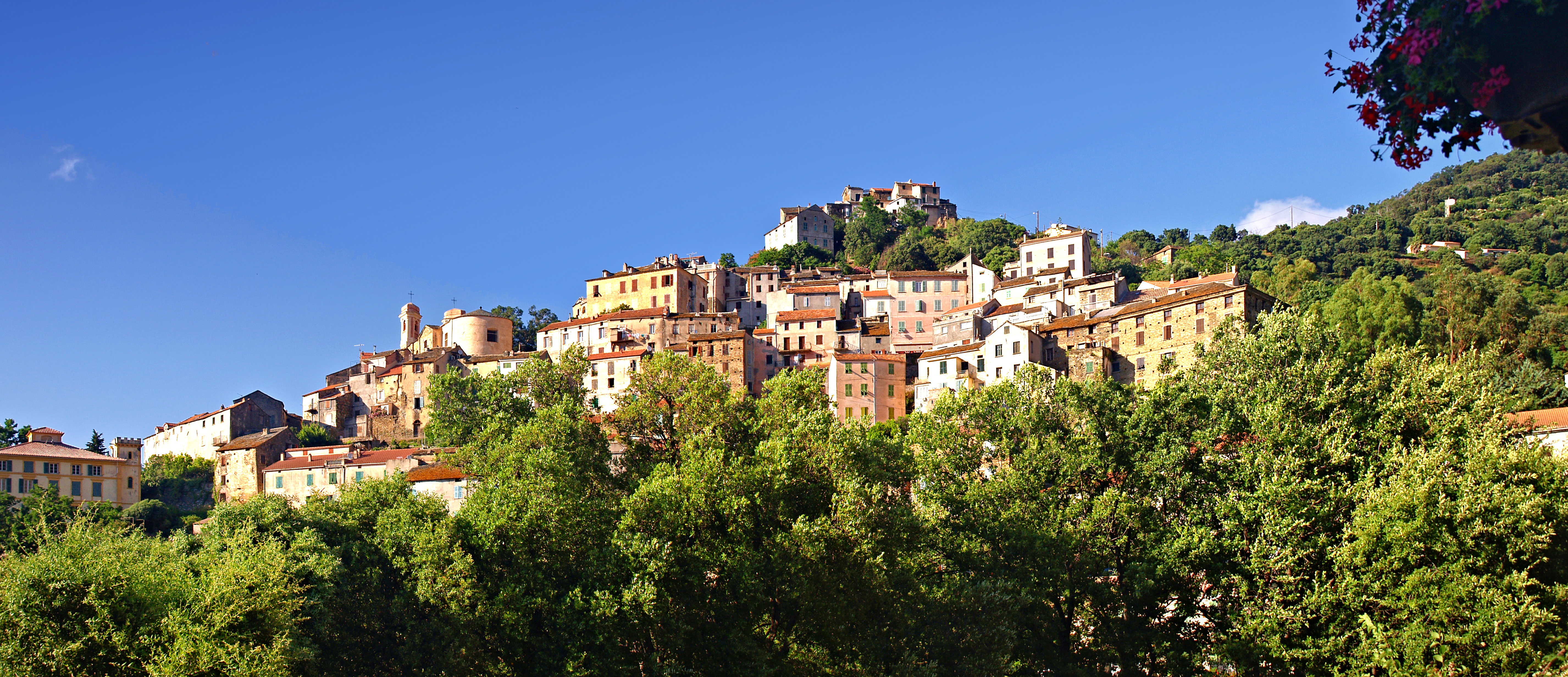
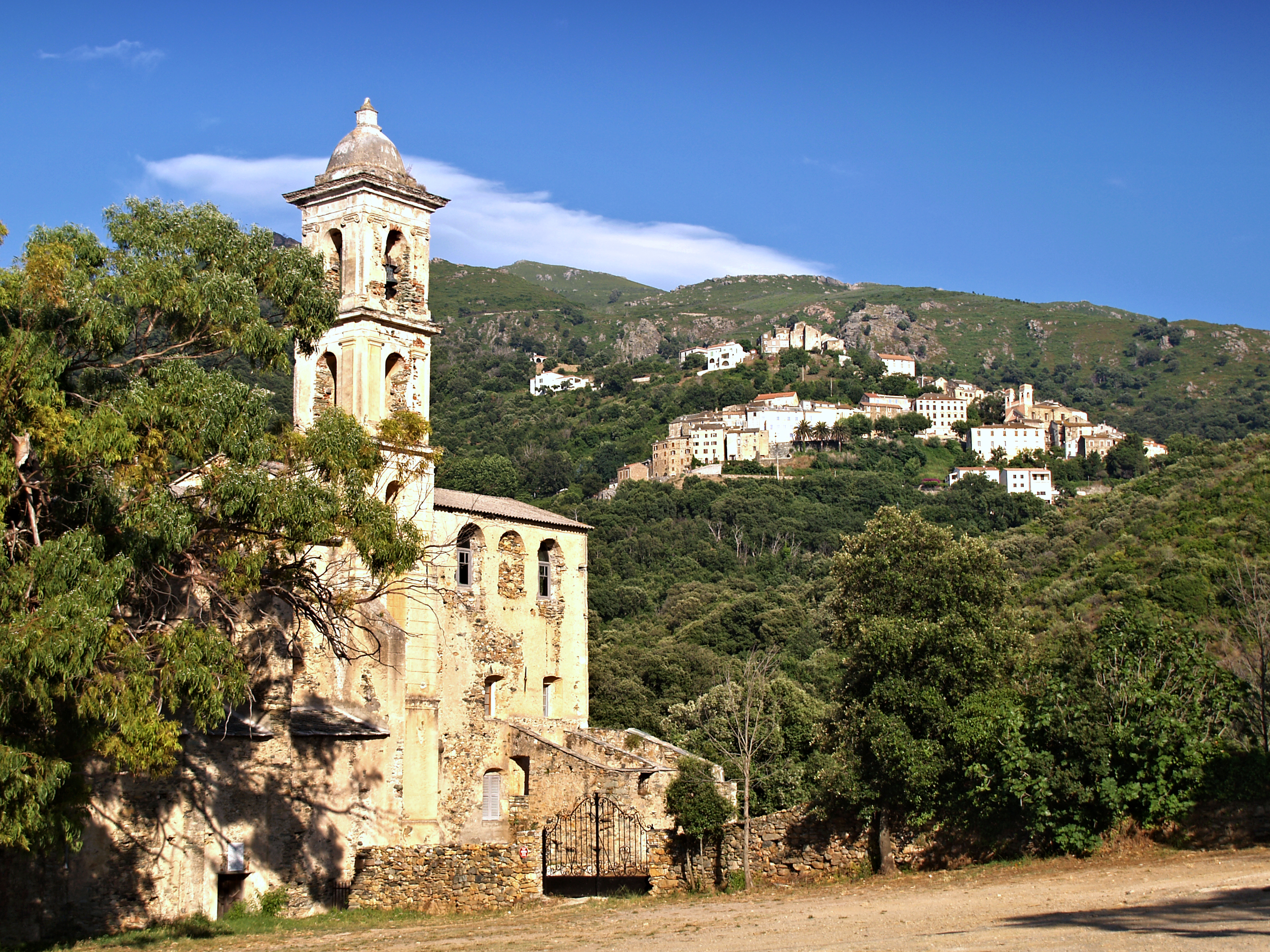
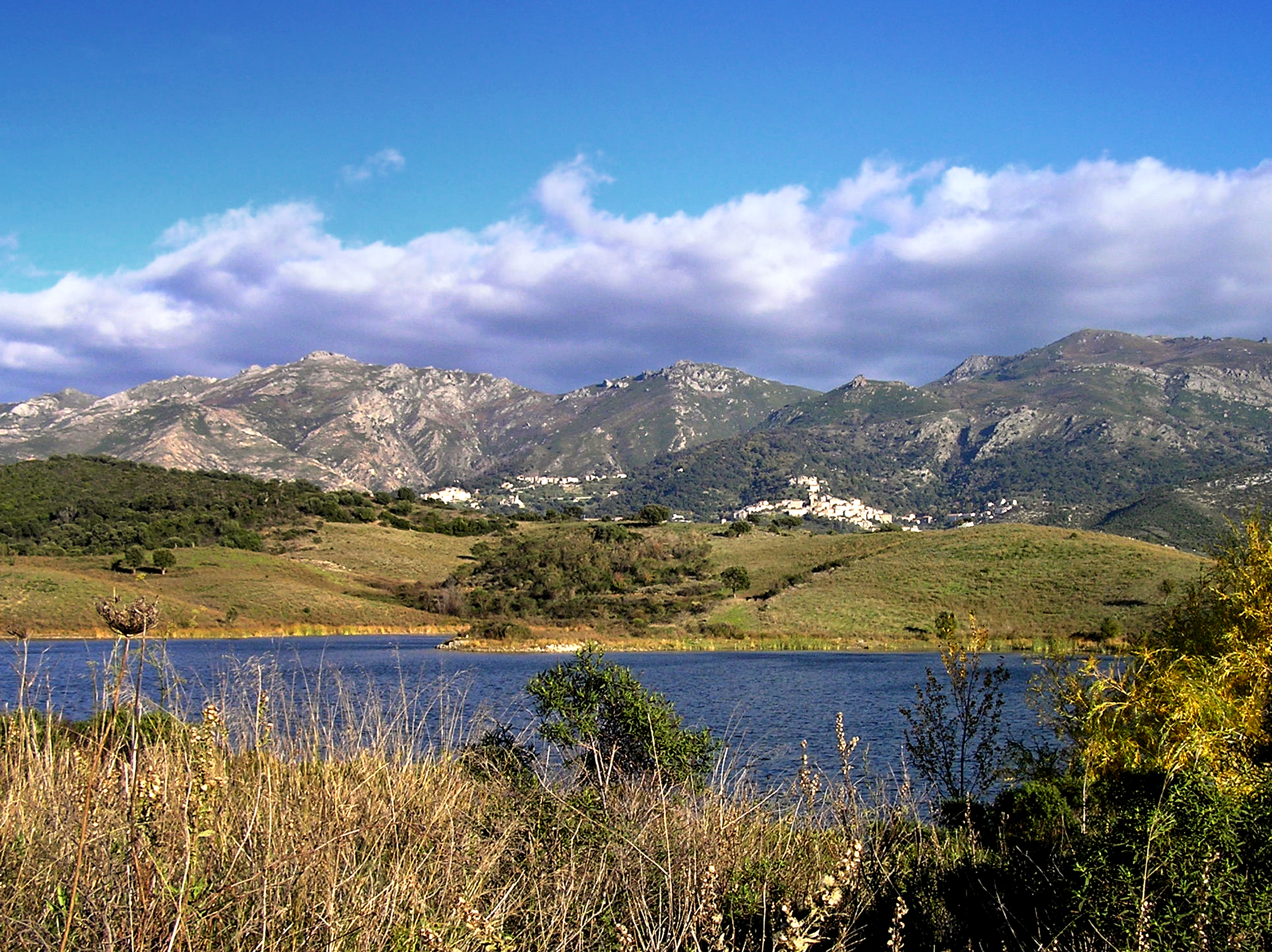
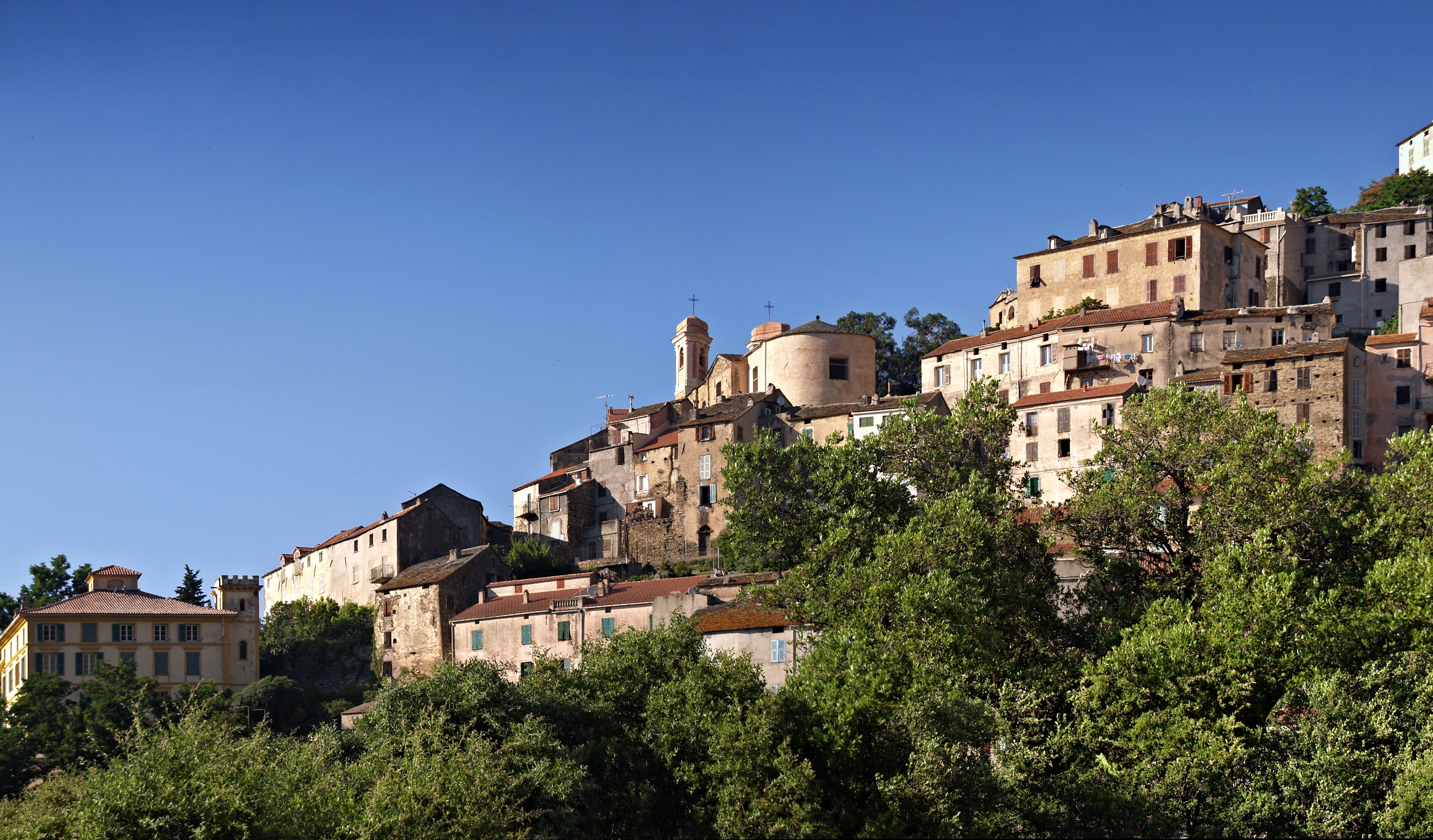
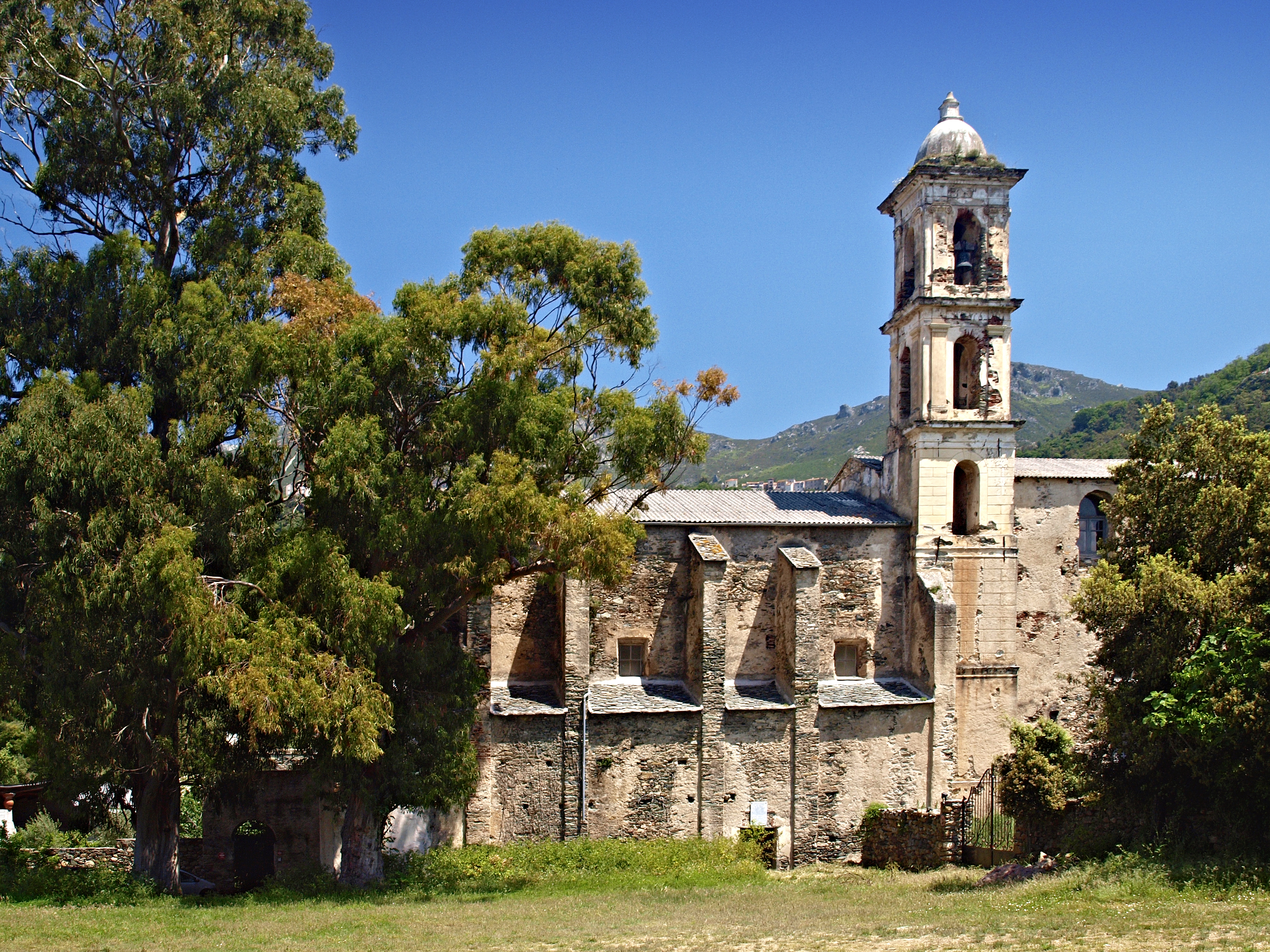
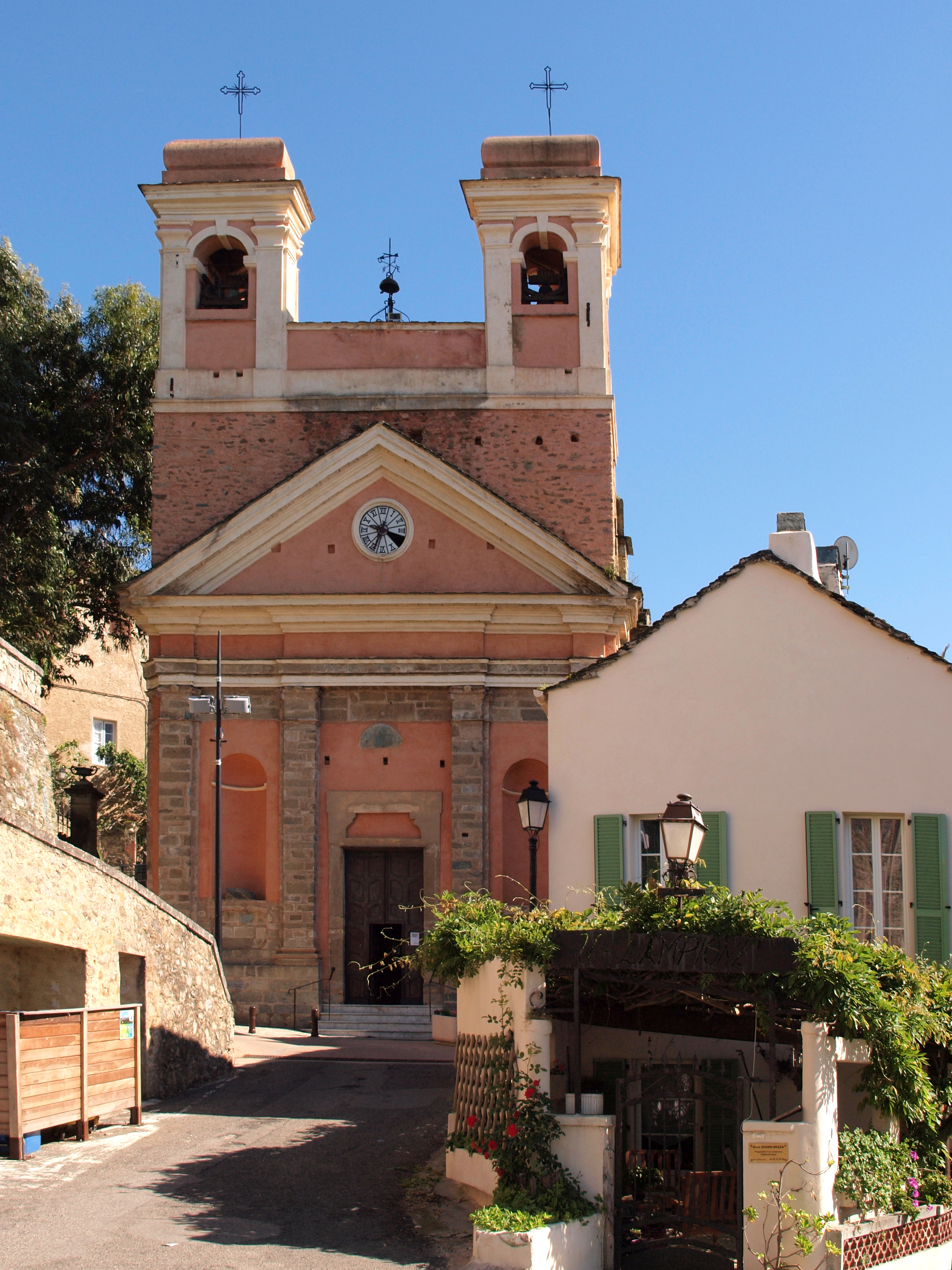
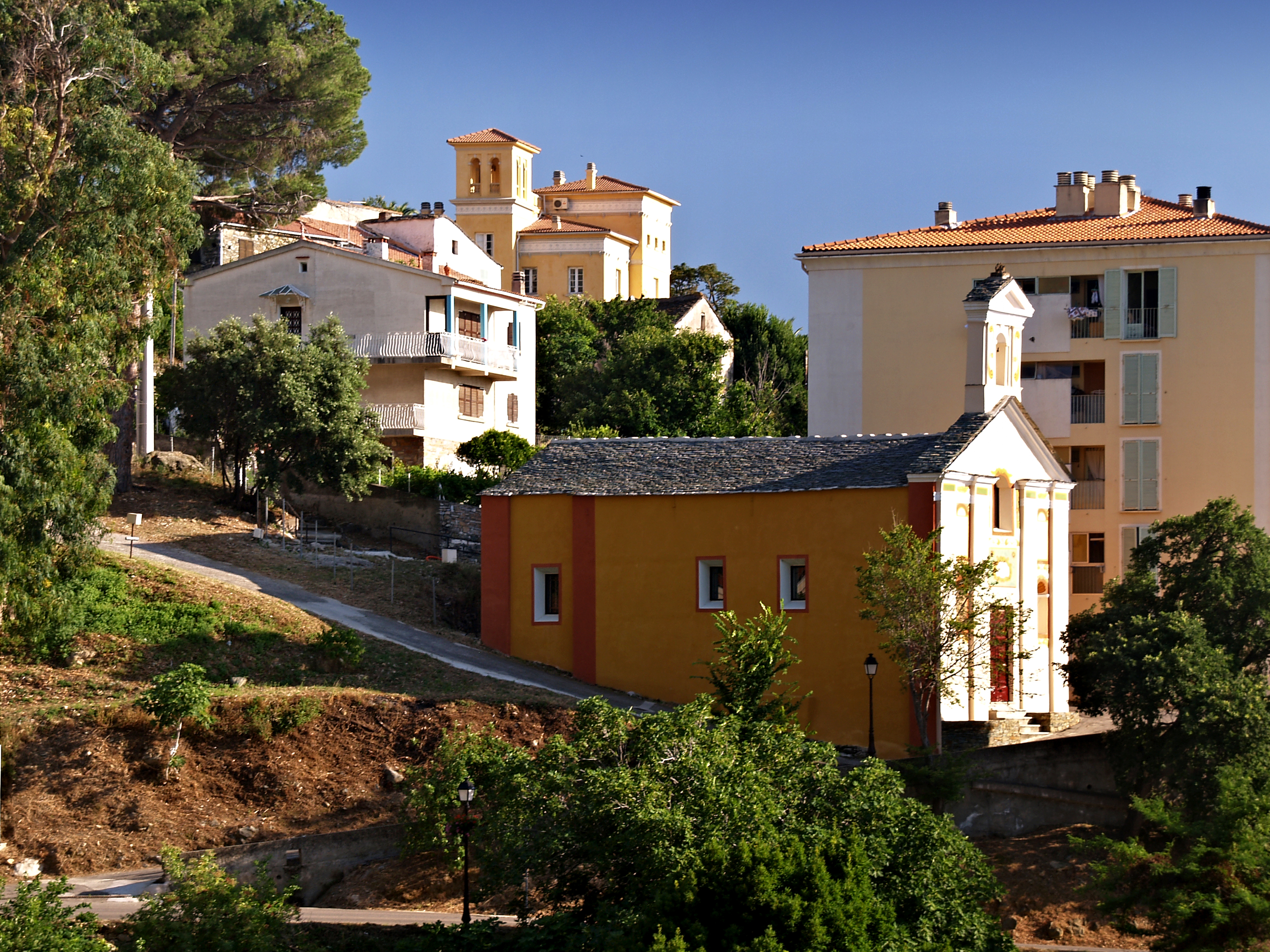
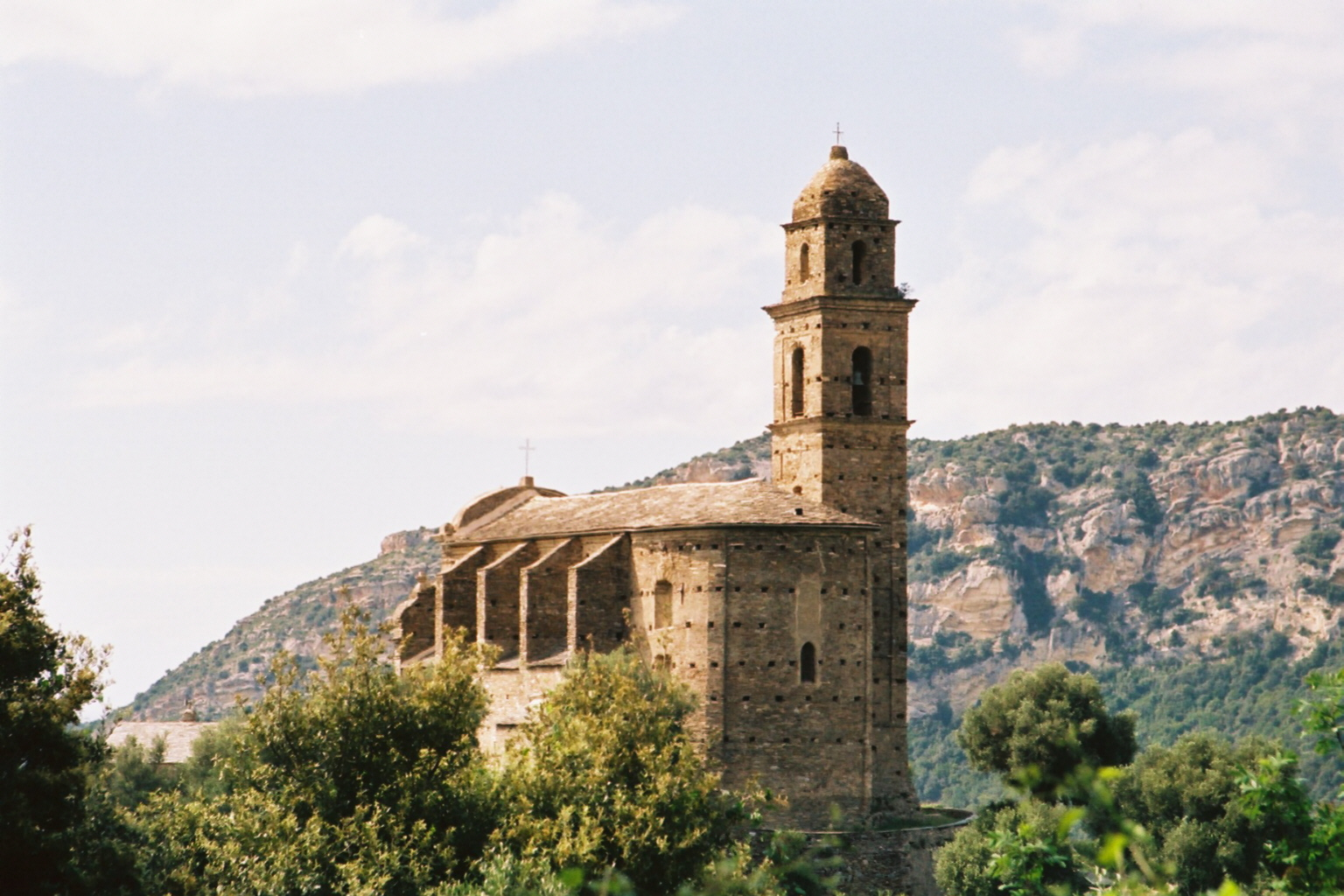